# Жежельна
Жежельна — село, входит в состав Иваньковского сельского поселения Ясногорский район Тульской области.

## История
Название села связывают с протекающей через него рекой Жежеленкой (приток Беспуты).
В XIX веке в селе имелся каменный храм Святого Архистратига Михаила (время его основания и основатель не известны), с пределами во имя Святого Николая Чудотворца и Святого Нифонта, Епископа Новгородского. Первый из этих приделов, в 1857 году был распространен и обновлен на средства помещицы Александры Алексеевны Стрекаловой, второй из-за малой вместительности храма был закрыт. Население прихода храма составляло (1885) из 401 душ мужского и 444 женского пола.
Прежде каменного в селе существовал деревянный храм (во имя Святителя Николая Чудотворца), неизвестно когда упраздненный.
Кроме каменного (холодного), в селе был ещё деревянный (теплый), с одним престолом, во имя Знамения Божией Матери, построенный в 1877 году на средства помещицы того же села Любови Стефановны Бороздны.
Янчевецкий (Ян) упоминает Жежельну в своей повести Тульские рудознатцы.
| 2010 |
| ---- |
| 5    |

## Известные жители
Родился В. Ф. Дьяченко (1929—2017) — известный учёный в области прикладной математики, лауреат Ленинской премии.